# Пршеров
Пршеров (чеськ. Přerov, нім. Prerau) — місто в Чехії, розміщене в історичній області Моравія, в районі Пршеров, Оломуцького краю. 
Розташований на річці Бечва , в області Гана. Площа міста становить 5848 гектарів.

## Міста-побратими
- Івано-Франківськ
- Озімек

## Уродженці
- Карел Блажек (* 1948) — чеський письменник-фантаст, перекладач, видавець і літературний редактор.
- Володимир Францевич Вінклер (1884—1956) — скульптор чеського походження.
- Якоб Гартнер (1861—1921) — австрійський архітектор.
- Катержина Соколова (* 1989) — чеська модель.
- Ліане Цимблер (1892—1987) — австрійська архітекторка, одна з перших жінок в Європі, яка змогла отримати диплом з архітектури.